# Konstantin Schneider
Konstantin Schneider (ur. 17 lutego 1975) – niemiecki zapaśnik startujący w stylu klasycznym. Dwukrotny olimpijczyk. Siódmy w Atenach 2004 i dziewiąty Pekinie 2008. Walczył w kategorii 74 kg.
Wicemistrz świata w 2003, a trzeci w 2005. Szósty na mistrzostwach Europy w 2002. Szósty w Pucharze Świata w 1995.
Siedmiokrotny mistrz Niemiec w 1996, 2002, 2003, 2008, 2010, 2012 i 2015; drugi w 1999, 2013, 2014, a trzeci w 1998, 2007 i 2009 roku.